# Mnesithea
Mnesithea (synoniem: Coelorachis) is een geslacht uit de grassenfamilie (Poaceae). De soorten van dit geslacht komen voor in gematigd Azië, tropisch Azië en Oceanië.

## Soorten
Van het geslacht zijn de volgende zeven soorten bekend:
- Mnesithea annua
- Mnesithea formosa
- Mnesithea laevis
- Mnesithea mollicoma
- Mnesithea pilosa
- Mnesithea thailandica
- Mnesithea veldkampii